# Wilhelm Zimmermann
Balthasar Friedrich Wilhelm Zimmermann (født 2. januar 1807 i Stuttgart, død 22. september 1878 i Mergentheim) var en tysk historiker og digter.